# Halsten Stenkilsson
Halsten Stenkilsson (n. 1049) fue un rey sueco, que gobernó durante un corto período, aproximadamente de 1067 a 1070. Era hijo del rey Stenkil, y padre de los futuros reyes Felipe Halstensson e Inge II. El historiador medieval Adán de Bremen lo menciona brevemente; sin embargo, de acuerdo a otros textos, se piensa que en el gobierno fue muy influido por su hermano Inge I, con quien gobernó en diarquía. Su periodo de gobierno se caracterizó por las revueltas que tuvieron lugar luego de que su hermano Inge trató de introducir el cristianismo en toda Suecia.